# いちい達成
いちい 達成（いちい たつなり）は、日本の漫画家。

## 来歴
第8回少年シリウス新人賞入選。その後、月刊少年シリウスで2008年1月号から2011年6月号まで『ルリアーにゃ!!』を連載した。

## 単行本
- ルリアーにゃ!!（講談社）

1. 2009年3月23日発行 ISBN 978-4-06-373163-7
2. 2010年1月22日発行 ISBN 978-4-06-376203-7
3. 2010年8月9日発行 ISBN 978-4-06-376231-0
4. 2011年7月8日発行 ISBN 978-4-06-376265-5